# Tsukubai

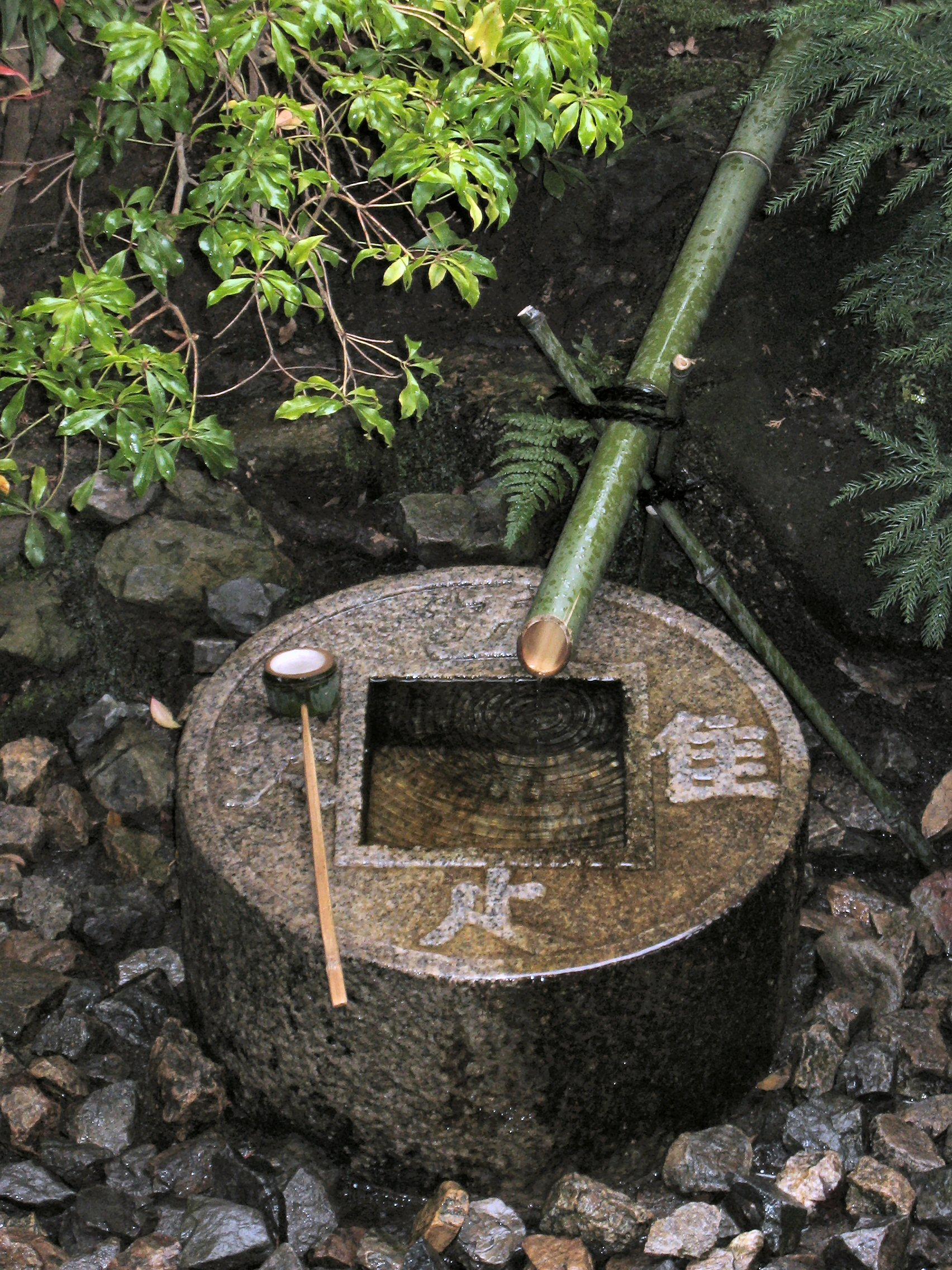
Tsukubai beim Ryōan-ji Tempel in Kyoto

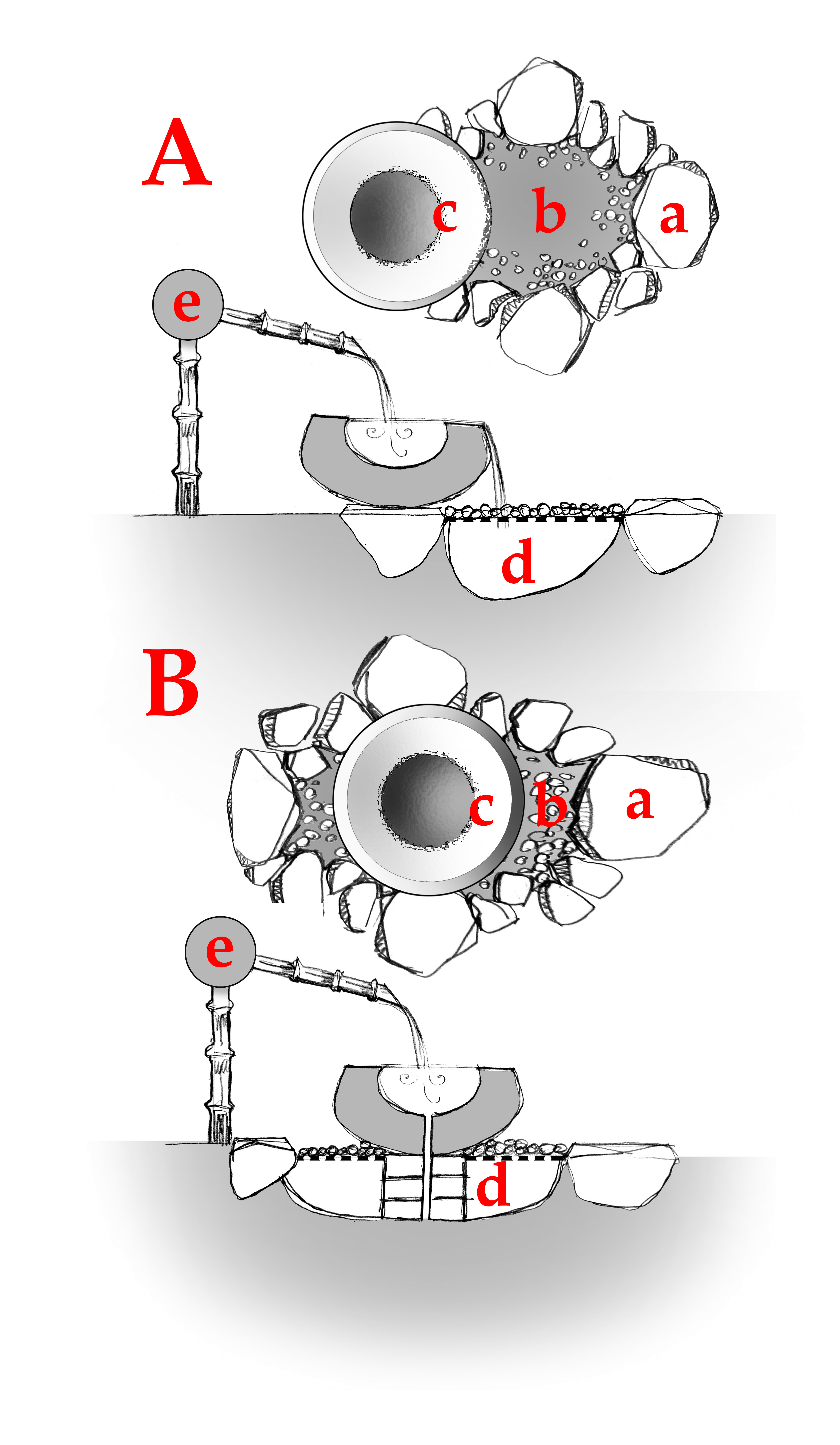
Tsukubai Typen:
A) am Rande einer Wasserquelle und
B) im Zentrum einer Wasserquelle platziert

In Japan ist ein tsukubai (蹲踞) ein Waschbecken, das für Besucher am Eingang eines heiligen Ortes bereitgestellt wird, um sich durch rituelles Händewaschen und Mundspülen zu reinigen. Diese Art von ritueller Reinigung ist ein Brauch für Gäste, die an einer Teezeremonie teilnehmen oder einen Buddhistischen Tempel besuchen. Der Name stammt von dem Verb tsukubau, was „hocken“ oder „verbeugen“ (ein Zeichen von Demut) bedeutet. Gäste, die an einer Teezeremonie teilnehmen, hocken und waschen sich die Hände in einem tsukubai-Set im Teegarten, bevor sie den Teeraum betreten.
Tsukubai sind üblicherweise aus Stein und stellen meist eine kleine Kelle zur Nutzung bereit. Eine Wasserversorgung kann durch ein Bambusrohr, kakei genannt, bereitgestellt werden.
Das hier gezeigte, bekannte tsukubai  befindet sich auf dem Grundstück des Ryōan-ji Tempels in Kyoto und wurde vom Feudalherr Tokugawa Mitsukuni gespendet. Die Kanji, die auf der Oberfläche des Steins stehen, haben alleine keine Bedeutung. Liest man jedes von ihnen aber in Kombination mit 口 (kuchi) – die Form der zentralen Schale – werden die Zeichen zu 吾, 唯, 足, 知,  was wörtlich übersetzt „Ich weiß nur vieles“ (吾 = ware = Ich, 唯 = tada = nur, 足 = taru = viel, 知 = shiru = wissen) heißt. Die zugrunde liegende Bedeutung, oft übersetzt als „Was man hat, ist alles, was man braucht“ oder „Lerne nur, zufrieden zu sein“ spiegelt die grundlegendste anti-materialistische Lehre des Buddhismus wider.